# 小青新园蛛
小青新园蛛（学名：Neoscona minoriscylla）为园蛛科新园蛛属的动物。在中国大陆，分布于湖南、广西、浙江、福建、海南、云南等地。该物种的模式产地在湖南、广西大明山、浙江宁波、福建崇安三港。